# Bordères
Bordères település Franciaországban, Pyrénées-Atlantiques megyében. Lakosainak száma 676 fő (2022. január 1.). Bordères Bénéjacq, Hours, Lagos, Lucgarier és Mirepeix községekkel határos.

## Népesség
A település népességének változása:
| Lakosok száma | 655  | 635  | 630  | 658  | 646  | 661  | 676  | 673  | 672  | 676  |
|               | 2010 | 2013 | 2015 | 2016 | 2017 | 2018 | 2019 | 2020 | 2021 | 2022 |